# Norra Igelbäckens naturreservat
Norra Igelbäckens naturreservat är ett  naturreservat i Järfälla kommun i Stockholms län.
Området är naturskyddat sedan 2018 och är 44 hektar stort. Reservatet omfattar den övre delen av Igelbäcken där en av banorna till före detta Barkarby flygfält passerar över bäcken. Området består av flack ängsmark som är ett gammalt odlingslandskap med öppna gräsmarker och åkerholmar.